# Thibault Cadot
Thibault Cadot 17–18. századi francia heraldikai író.

## Életútja
Az udvar pénzügyi igazgatásának tanácsadója volt. Az Armorial général de France (1696), francia címerregiszter kiadása után, melynek valódi célja az államkincstár feltöltése volt a címerek viselőire kivetett 20 livre regisztrációs díj vagy adó bevételeiből, Cadot egyike volt azon 18 személynek, aki Samuel Bernard-ral (1651-1739), a híres bankárral és pénzügyminiszterrel, Coubert grófjával (1725-től; apja a németalföldi származású festő-grafikus Samuel-Jacques Bernard volt) szilárdan kiállt Adrien Vanier mellett, aki a sokat kritizált adó beszedésének végrehajtásával volt megbízva. Ezért 1697-ben könyvet írt azok számára, akik érintve voltak. Ebben Charles-René d'Hozier-t (1640–1732), a címerregiszter összeállítóját dicsőítette.  

## Művei
- Le Blason de France, ou Notes curieuses sur l'Edit concernant la Police des Armoiries ; avec un Dictionnaire de tous les termes du Blason, et des Planches, par Thibault Cadot. Paris, 1697